# تونی وودکاک
تونی وودکاک (به انگلیسی: Tony Woodcock) زادهٔ ۶ دسامبر ۱۹۵۵ بازیکن فوتبال اهل انگلستان بود که سابقهٔ بازی در تیم ملی فوتبال انگلستان را در کارنامهٔ خود دارد. وی در تاریخ ۱۶ مه ۱۹۷۸ نخستین بازی ملی خود را در مقابل تیم ملی فوتبال ایرلند شمالی انجام داد و با حضور در ۴۲ بازی ملی، در تاریخ ۲۶ فوریه ۱۹۸۶ واپسین بازی ملی‌اش را در برابر تیم ملی فوتبال اسرائیل برگزار کرد.
این بازیکن توانسته در بازی‌های ملی، ۱۶ گل به ثمر برساند.